# Белеутов, Василий Иванович
Василий Иванович Белеутов - сын боярский и голова, воевода в царствование Ивана IV Грозного, Фёдора Ивановича и Бориса Годунова, единственный сын И.Г. Белеутова из рода Белеутовых.

## Биография
Второй воевода в ливонском городе Ровном (Ронненбурге) (1578). Годовал воеводою в Ругодиве (1580-1581). Переведён 2-м воеводой в г. Пайде (1581).
"Вылазной" воевода по "свиским вестем" в Ладоге (1585-1586), после чего переведён в Орешек, где годовал (1588-1589). Второй воевода в Яме (1591), откуда переведён (март 1591) 2-м воеводой в Капорье и служил там (до декабря 1594). Годовал 2-м воеводою в Ивангороде.